# Allegiant
Allegiant är en amerikansk ungdomsroman skriven av Veronica Roth. Boken tillhör genren dystopi. Det är den tredje och avslutande delen i Divergent-trilogin. Boken släpptes i oktober 2013 på engelska och består av 526 sidor. Filmatiseringen av boken hade Sverigepremiär 9 mars 2016. 

## Handling
Falangsamhället som Tris Prior växt upp i är splittrat. Det visar sig att det finns en värld utanför. Tris hoppas på att kunna skapa ett nytt, enklare liv bortom stängslet tillsammans med Tobias. Det visar sig inte vara så enkelt som hon trott.